# Acheilognathus melanogaster
Acheilognathus melanogaster är en fiskart som beskrevs av Bleeker, 1860. Acheilognathus melanogaster ingår i släktet Acheilognathus och familjen karpfiskar. IUCN kategoriserar arten globalt som livskraftig. Inga underarter finns listade i Catalogue of Life.